# Rhyzobius ventralis
Rhyzobius ventralis är en skalbaggsart som först beskrevs av Wilhelm Ferdinand Erichson 1842.  Rhyzobius ventralis ingår i släktet Rhyzobius och familjen nyckelpigor. Inga underarter finns listade i Catalogue of Life.